# 利比格峰

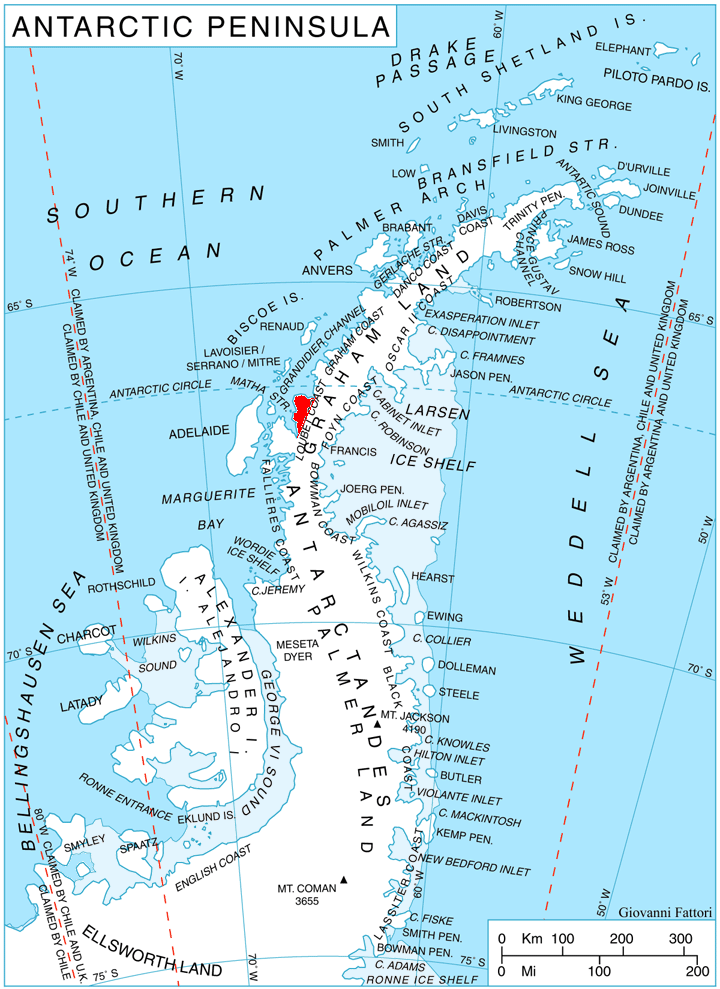

利比格峰（英語：Liebig Peak），是南極洲的山峰，位於葛拉漢地的盧貝海岸，處於佩爾尼克半島的普羅特克特高地，由英國探險隊拍攝空中照片繪入地圖，現時由南極條約體系管理。